# Anders Broddesson

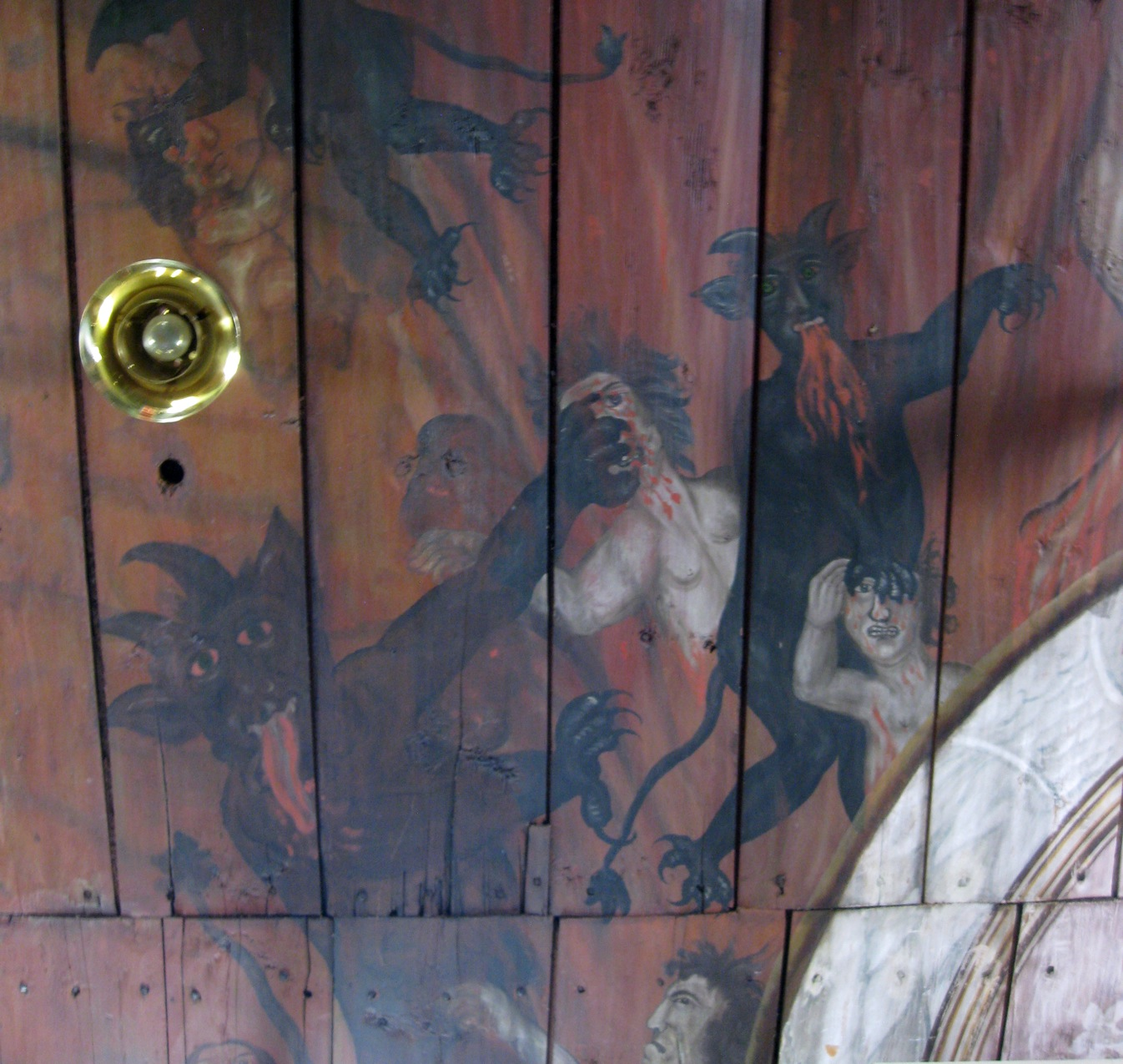
Detalj ur "Yttersta domen", takmålning i Älgarås kyrka av Anders Broddesson ca 1750.

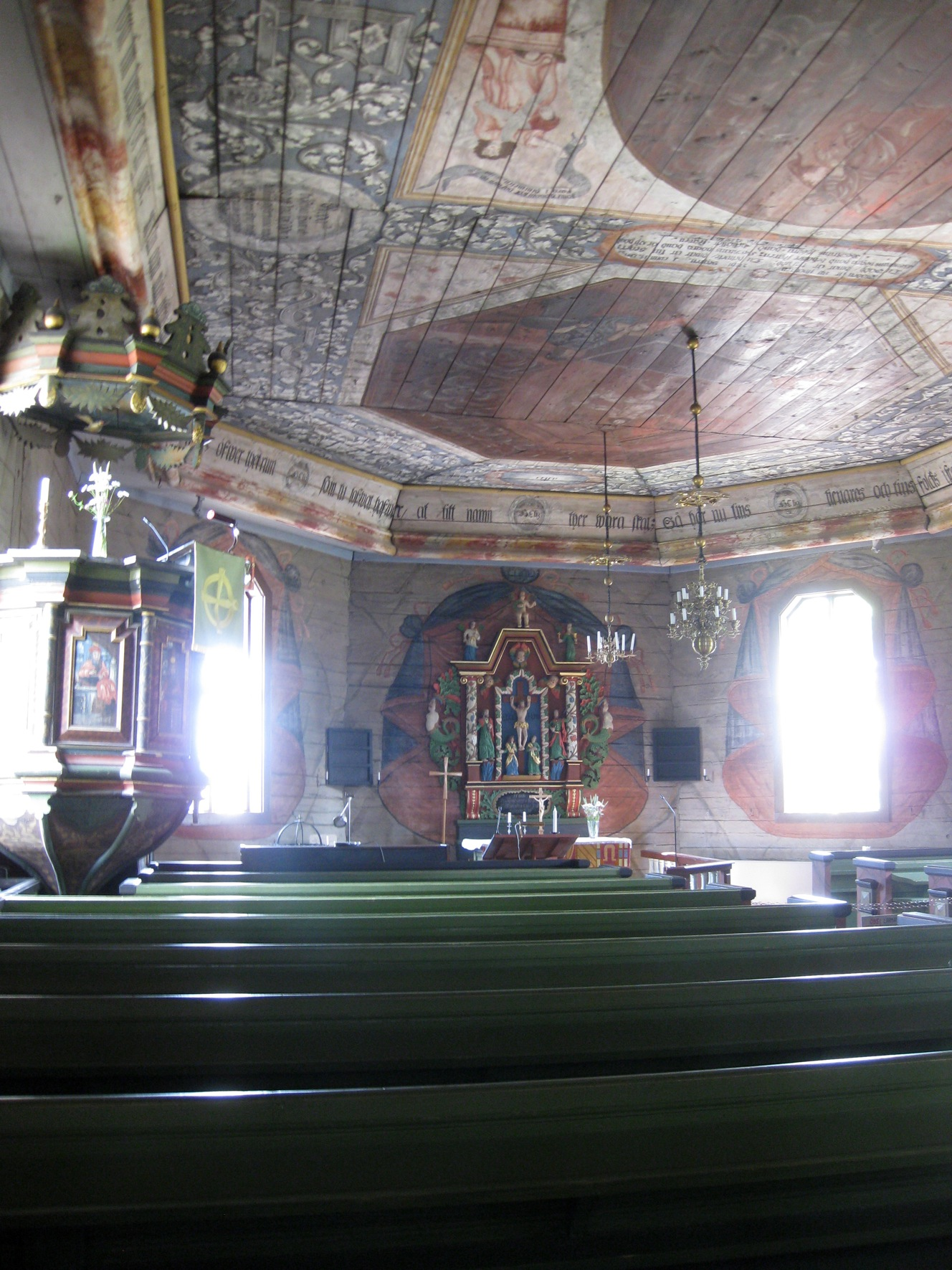
Interiör av Älgarås kyrka med målningar av Broddesson.

Mäster Anders Broddesson, även Broddson, från Fredsberg var en svensk kyrkomålare som levde vid mitten av 1700-talet och var verksam i Västergötland.
Broddesson var 1749 utsänd som gesäll av Sven Kinnander. Han målade under 1750-talet bland annat stora delar av interiören i den medeltida träkyrkan i Älgarås i Västergötland. I kyrkoarkiven finns dokument som visar att han år 1750 fick betalt för att "kiöpa gull och silfwer" som skulle användas vid målningen av predrikstolen. Några år senare gjorde han även kyrkans takmålningarna. På predrikstolen är de fyra evangelisterna  Matteus, Markus, Lukas och Johannes med sina symboler avbildade. I taket har Broddesson målat tre scener ur bibeln: Jesu uppståndelse, Jesu himmelsfärd och Yttersta domen.

## Verk
- 1749 Älgarås kyrka
- 1770 Ullervads kyrka. Läktare, stolar och murar.
- 1770-1771 Fredsbergs kyrka. Möjligen målning av brudstol och vaxduk till altaret.
- 1753-1754 Väggar i Visnums kyrka i form av målade draperier kring fönster och dörrar. Dessa är sedan länge övermålade men man har funnit fragment.